# Куликівський народний краєзнавчий музей
Куликівський народний краєзнавчий музей — у смт Куликівка Чернігівської області.
Заснований 1978. Від 1980 — народний.
Розміщений у приміщенні Куликівської ЗОШ І –ІІІ ст.

## Експозиція
Експозиція складається з 2 оглядових зал загальною площею 110 м², в яких представлено історію краю з найдавніших часів до сьогодення, флору та фауну Куликівського району, інтер'єр сільської хати кінця 19 — початку 20 століття.
У фондах — 3414 експонатів, з них оригінальних 1954. Експонати розміщені за розділами: «Природа рідного краю», «Куликівщина з найдавніших часів до початку 20 ст.», «Археологічні дослідження», «Етнографія», «Уродженці краю на фронтах 2-ї світової війни», «Сучасний період і видатні уродженці Куликівщини».

## Діяльність
Основні напрями діяльності: збирання, описування та систематизація нематеріальної культурної спадщини.
Музей організовує тематичні екскурсії, виїзні виставки з нагоди державних свят та пам'ятних дат. У 2015 році виготовлено пересувну експозицію, присвячену героям «Небесної сотні» та учасникам військового конфлікту на Сході України. Проводиться робота над створенням експозицій «Наш край в епоху Давньої Русі». Триває інвентаризація фондів музею та оцифрування документів.
Протягом 2015 року надійшло 24 експонати, з них — 20 оригінальних. Число відвідувачів близько 2500 осіб на рік.

## Люди
Директор музею — Повозник Володимир Леонідович (з квітня 2015).